# Eclipsiodes
Eclipsiodes é um gênero de mariposa pertencente à família Crambidae.